# Giambattista Vico
(Benedetto Croce, La filosofia di Giambattista Vico [1911], Laterza, Bari 1922², p. 251)
Giambattista Vico (Napoli, 23 giugno 1668 – Napoli, 23 gennaio 1744) è stato un filosofo, storico e giurista italiano dell'età dei lumi.
Vico criticò l'affermarsi e lo sviluppo del razionalismo moderno, preferendo essere un apologeta dell'antichità classica, trovando l'analisi cartesiana e altre correnti di riduzionismo impraticabili per la vita quotidiana. Fu il primo espositore dei fondamenti delle scienze sociali e della semiotica.
L'aforisma latino Verum esse ipsum factum ("Ciò che è vero è precisamente ciò che è fatto") coniato da Vico rappresentò un primo esempio di epistemologia costruttivista. Inaugurò il campo moderno della filosofia della storia e, sebbene tale termine non appaia nei suoi scritti, Vico parlò di una "storia della filosofia narrata filosoficamente". Sebbene egli non fosse uno storico, l'interesse contemporaneo per Vico è stato suscitato da uno storico delle idee e filosofo come Isaiah Berlin, dal critico letterario Edward Said e da Hayden White, un metastorico.
Il culmine del lavoro intellettuale di Vico è il libro Scienza nuova del 1725, in cui l'autore tentò un'organizzazione sistematica delle discipline umanistiche come un'unica scienza che registra e spiega i cicli storici attraverso i quali le società sorgono e cadono.

## Biografia

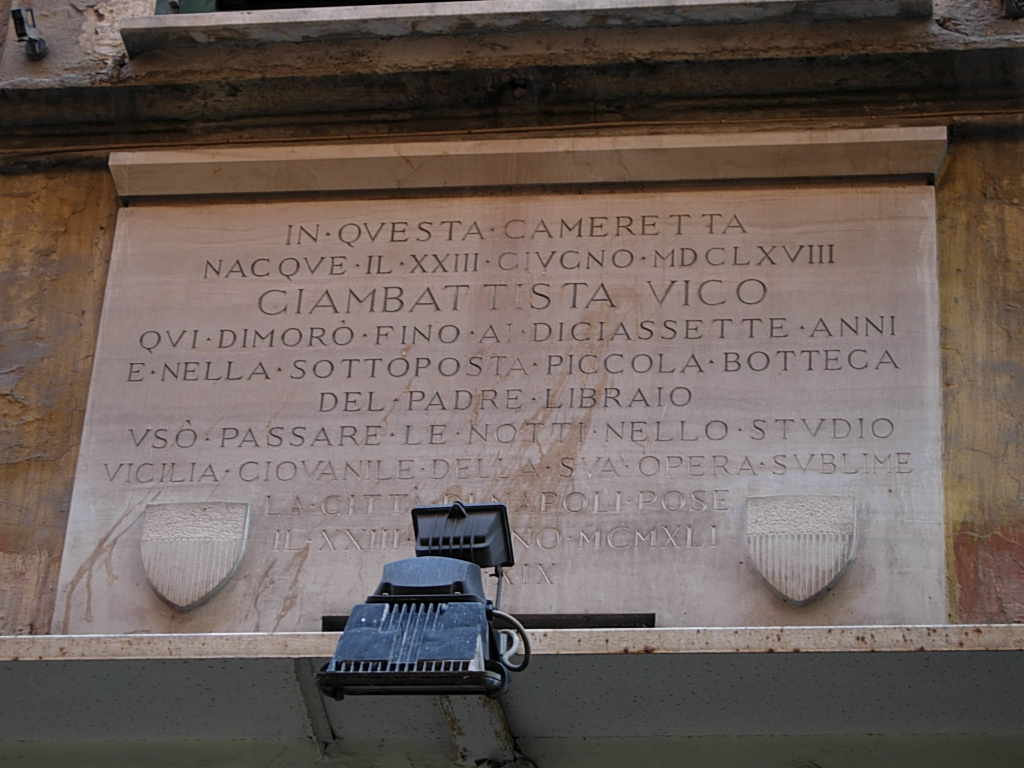
Lapide nella casa natale di via San Biagio dei Librai che recita: «In questa cameretta nacque il XXIII giugno MDCLXVIII Giambattista Vico. Qui dimorò fino ai diciassette anni e nella sottoposta piccola bottega del padre libraio usò passare le notti nello studio. Vigilia giovanile della sua opera sublime. La città di Napoli pose».

Molte delle notizie riguardanti la vita di Giambattista Vico sono tratte dalla sua Autobiografia (1725-28), scritta sul modello letterario delle Confessioni di sant'Agostino. Da quest'opera Vico cancellerà ogni riferimento ai suoi interessi giovanili per le dottrine atomistiche e per il pensiero cartesiano, che avevano cominciato a diffondersi a Napoli, ma vennero subito repressi dalla censura delle autorità civili e religiose, che le consideravano moralmente perniciose in riferimento all'Indice dei libri proibiti.

### L'infanzia e la formazione
Nato a Napoli nel 1668 da una famiglia di modesta estrazione sociale – il padre, Antonio Vico, era un libraio povero, mentre la madre, Candida Masulla, era figlia di un lavorante di carrozze – Vico fu un bambino molto vivace, ma, a causa di una caduta verificatasi forse nel 1675, si procurò una frattura al cranio che gli impedì di frequentare la scuola per tre anni e che, pur non alterando le sue capacità mentali, quantunque «il cerusico ne fe' tal presagio: che egli o ne morrebbe o arebbe sopravvissuto stolido», contribuì a sviluppare «una natura malinconica ed acre». Ammesso agli studi di grammatica presso il Collegio Massimo dei Gesuiti di Napoli, li abbandonò intorno al 1680 per dedicarsi al privato approfondimento dei testi di Pietro Ispano e Paolo Veneto, i quali, tuttavia, rivelandosi superiori alle sue capacità, provocarono l'allontanamento dall'attività intellettuale per un anno e mezzo.
Ripresa la via degli studi, si recò nuovamente dai gesuiti per seguire le lezioni di padre Giuseppe Ricci, ma, rimasto ancora una volta insoddisfatto, si appartò nuovamente a vita privata per affrontare la metafisica di Francisco Suárez. Successivamente, per secondare il desiderio paterno, Vico fu «applicato agli studi legali»: frequentò per circa due mesi le lezioni private di Francesco Verde, dal 1688 al 1691 si iscrisse alla facoltà di giurisprudenza presso l'Università di Napoli, senza tuttavia seguirne i corsi, e si cimentò, come di consueto, in privati studi di diritto civile e canonico. Conseguita la laurea in utroque iure forse a Salerno fra il 1693 e 1694, si appassionò subito ai problemi filosofici che il diritto pone, segno «di tutto lo studio che aveva egli da porre all'indagamento de' princìpi del diritto universale».

### L'autoperfezionamento a Vatolla e l'insegnamento universitario
Il periodo di tempo intercorrente fra il 1689 e il 1695 fu denominato dell'«autoperfezionamento». Difatti, dal 1689-1690, nonostante l'Autobiografia riporti indietro la data d'inizio del suo magistero al 1686, svolse attività di precettore dei figli del marchese Domenico Rocca presso il castello di Vatolla (oggi frazione del comune di Perdifumo) nel Cilento e colà, usufruendo della grande biblioteca padronale, ebbe modo di studiare Platone e il platonismo italiano (Ficino, Pico, Patrizi), appassionandosi al problema della grazia in Sant'Agostino. 
Approfondisce gli studi aristotelici e scotisti, nonostante la dichiarata avversione per Aristotele e la Scolastica. Legge le opere di Botero e di Bodin, scoprendo al contempo Tacito (che diverrà, insieme con Platone, Bacone e Grozio, uno dei quattro maestri cui s'ispirerà il suo pensiero maturo) e la sua «mente metafisica incomparabile [con cui] contempla l'uomo qual è». Affronta per un breve periodo studi di geometria e, nel 1693, pubblica la canzone Affetti di un disperato, d'ispirazione lucreziana.

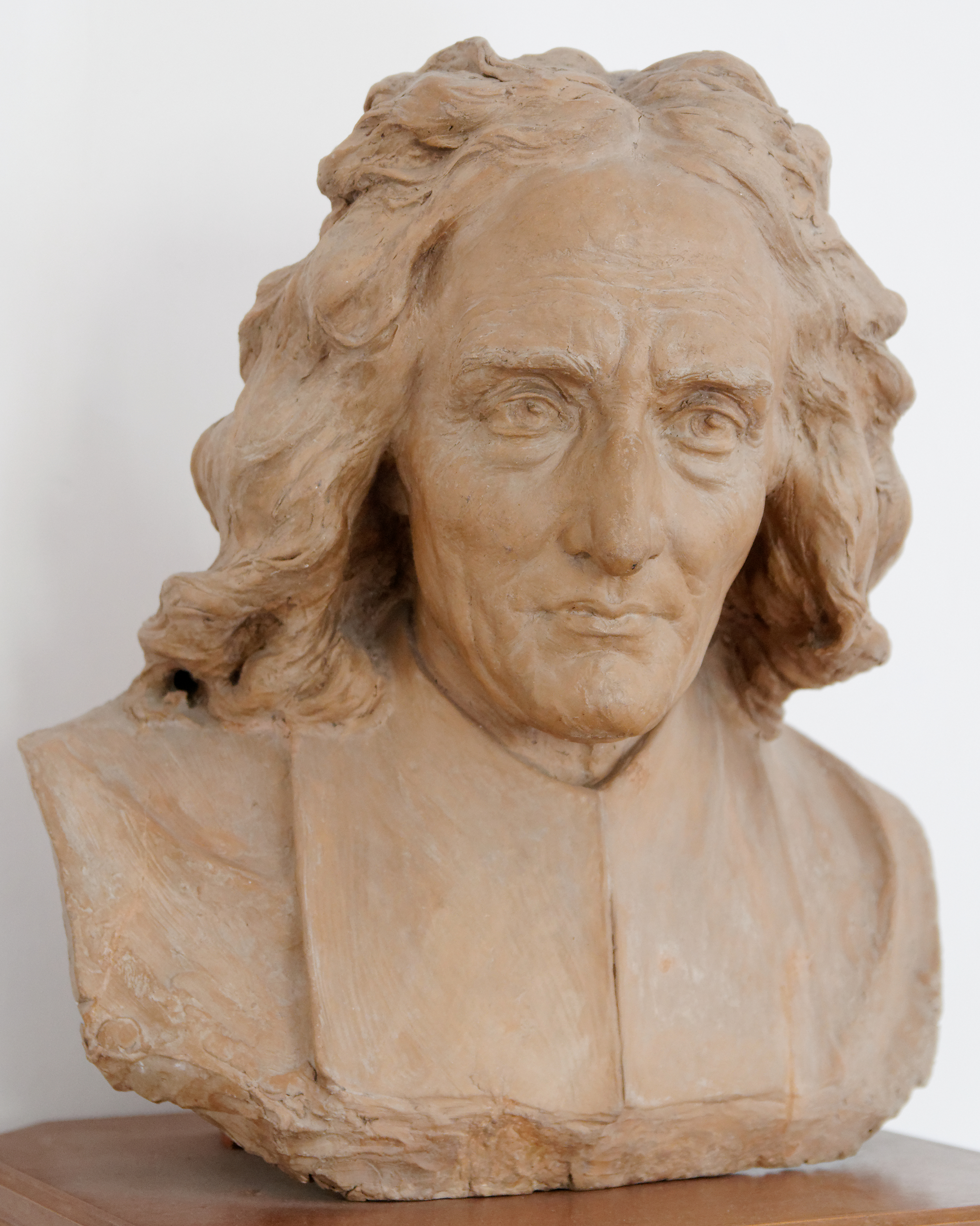
Erma del Vico

Ritornato a Napoli nell'autunno del 1695, all'età di ventisette anni, affetto dalla tisi, rientra nella misera dimora paterna. A causa delle grosse difficoltà economiche, Vico è costretto a tenere ripetizioni di retorica e grammatica. Durante l'anno 1696 pubblica un discorso proemiale a una crestomazia poetica dedicata alla partenza di Francisco de Benavides, viceré spagnolo e conte di Santo Stefano. Nel 1697 compone un'orazione funebre in memoria di Catalina de Aragón y Cardona, madre del nuovo viceré, e nel dicembre del medesimo anno, tenta vanamente di ottenere un posto di lavoro come segretario al municipio di Napoli.
Nel gennaio 1699 vince, con striminzita maggioranza, il concorso per la cattedra di eloquenza e retorica presso l'Università di Napoli, da cui non riuscì, con suo grande rammarico, a passare a una di diritto. Nel corso del 1699 è aggregato all'Accademia Palatina fondata dal viceré Luis Francisco de la Cerda y Aragón, duca di Medinaceli. Anche dopo la nomina accademica per il mantenimento del padre e dei fratelli, totalmente dipendenti da lui, deve aprire uno studio privato dove dà lezioni di retorica e di grammatica elementare, e impegnarsi a lavorare su commissione alla stesura di poesie, epigrafi, orazioni funebri, panegirici, ecc.
Nel 1699 può finalmente prendere in affitto in vicolo dei Giganti una casa di «tre camere, sala, cucina, loggia e altre comodità, come rimessa e cantina» e prendere in moglie la giovane donna, Teresa Caterina Destito dalla quale ebbe otto figli. Da quel momento non avrà più la tranquillità necessaria per condurre gli studi, ma proseguirà ugualmente le sue meditazioni «tra lo strepitio de' suoi figlioli». A questo periodo risale, inoltre, la conoscenza col filosofo Paolo Mattia Doria e l'incontro con il pensiero del Bacone. Nel 1703 il governo partenopeo commissiona al Vico la scrittura del Principum neapolitanorum coniuratio e, nel 1709, in una cena a casa del Doria, espone le sue idee sulla filosofia della natura che lo condurranno, fra il novembre e il dicembre del medesimo anno, alla composizione del perduto Liber physicus. 
Fra il 1699 e il 1706 pronunzia in latino le sei Orazioni inaugurali, ossia le prolusioni all'anno accademico (che al tempo iniziava il 18 ottobre), e, durante il 1708, se ne aggiunge una settima, più ampia e importante, recante il titolo di De nostri temporis studiorum ratione, la quale si concentra molto sul metodo degli studi giuridici, poiché «il Vico sempre aveva la mira a farsi merito con l'università nella giurisprudenza per altra via che di leggerla ai giovinetti». Nel De ratione, inoltre, è contenuta la critica al razionalismo cartesiano e l'elogio dell'eloquenza, della retorica, della fantasia, nonché dell'«ingegno» produttore di metafore.
Fra il 1708 e il 1709, l'insieme delle prolusioni universitarie sono rielaborate per essere raccolte in un unico volume mai pubblicato, dal titolo di De studiorum finibus naturae humanae convenientibus. È aggregato, dal 1710, all'Accademia dell'Arcadia e, nel novembre, pubblica il primo libro dell'opera dedicata al Doria, De antiquissima italorum sapientia ex linguae latinae originibus eruenda, recante il sottotitolo Liber primus sive metaphysicus. Accanto al Liber metaphysicus l'opera vichiana avrebbe dovuto comprendere anche il perduto Liber physicus e un mai composto Liber moralis. Un anonimo recensisce l'opera nel Giornale de' letterati d'Italia del 1711, cui seguirà la Risposta del Vico, accompagnata dal «ristretto» (un riassunto) del Liber metaphysicus.
Nell'agosto 1712, a seguito di nuove obiezioni prodotte dall'anonimo recensore, Vico replica con una Seconda risposta. Nel 1713 pubblica un trattatello perduto sulle febbri ispirato alle bozze del Liber physicus, recante il titolo di De aequilibrio corporis animantis, e, inoltre, si dedica alla stesura del De rebus gestis Antonii Caraphaei, una biografia del maresciallo Antonio Carafa, che vedrà la luce nel marzo 1716. Durante i lavori dell'opera biografica del maresciallo Carafa, Vico si dedica alla rilettura del suo quarto «auttore», l'olandese Ugo Grozio, cui dedicherà, nel 1716, un perduto commento al De iure belli ac pacis.

### La produzione filosofica della maturità: dalDiritto universaleallaScienza nuova

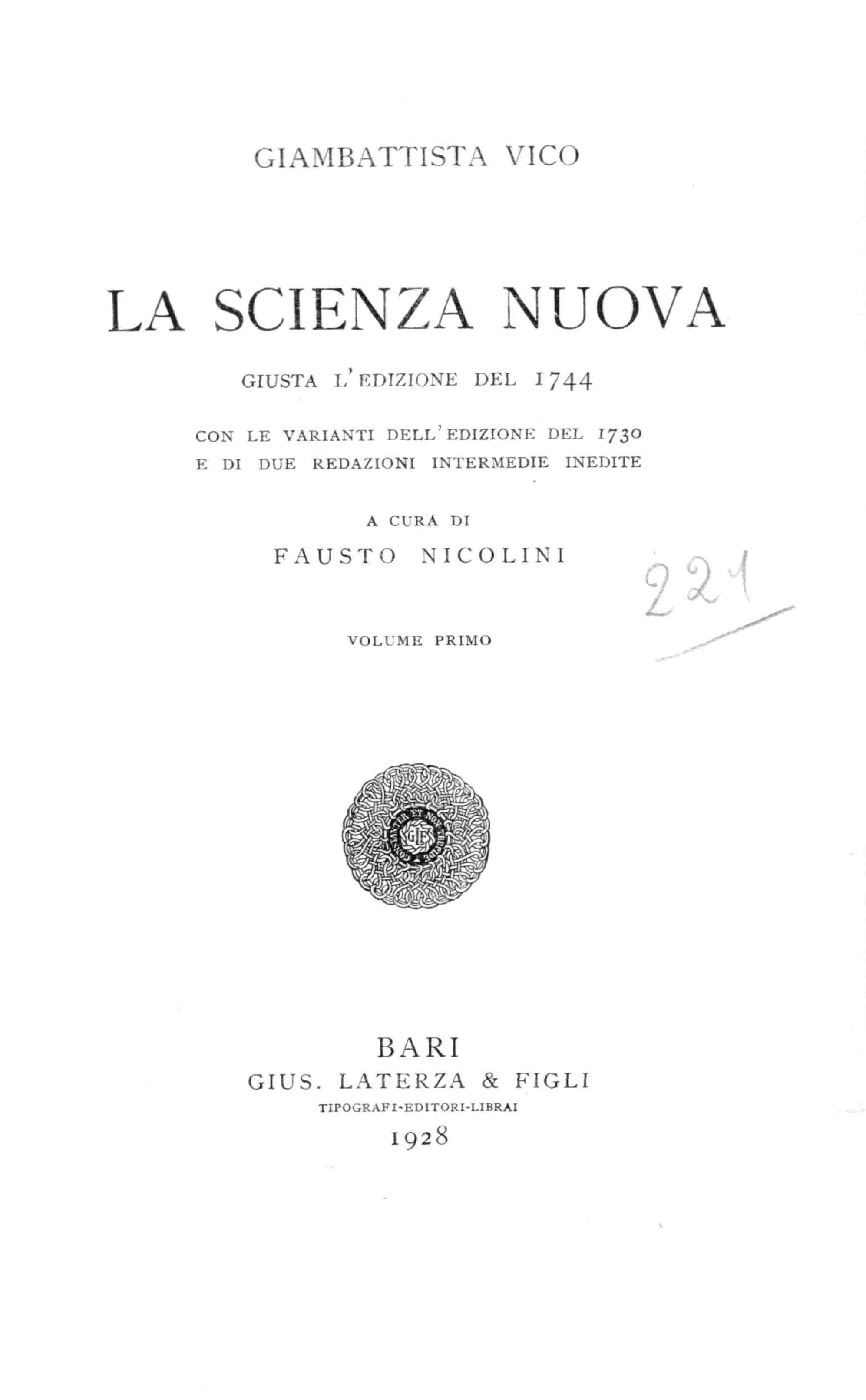
Scienza nuova seconda, 1942

L'incontro di Vico con la filosofia di «Ugon capo» ebbe un'importanza decisiva per il suo sviluppo intellettuale, poiché da quel momento il suo interesse sarà completamente assorbito dai problemi giuridici e storici. L'idea dell'esistenza di un'umanità ferina e primitiva, dominata solamente dal senso e dalla fantasia, ed entro cui si producono gli «ordini civili» divenne centrale in tutto il pensiero vichiano. Nel luglio 1720 vide la luce un'opera di filosofia del diritto, intitolata De uno universi iuris principio et fine uno, seguita, nel 1721, dallo scritto De constantia iurisprudentis, diviso in due parti (De constantia philosophiae e De constantia philologiae), e che, nonostante il titolo si riferisca alla tematica giuridica, è meno incentrato sull'argomento rispetto al De uno. Benché le due opere del 1720 e del 1721 si differenzino, segno di un rapido sviluppo del pensiero vichiano, è d'uso considerarli, come invero fece anche il Vico, insieme alle Notae aggiunte nel 1722 e le Sinopsi premesse al testo, sotto l'unico titolo di Diritto universale.
Il 24 marzo 1723 Vico s'iscrisse al concorso per ottenere la cattedra «matutina» di diritto civile presso l'Università di Napoli e il successivo 24 aprile commentò un passo delle Quaestiones di Papiniano davanti a un collegio di giudici, ma, con suo grande scorno, il posto fu assegnato a un tal Domenico Gentile. Dopo la fama ottenuta dalla pubblicazione della Scienza Nuova, nel 1735 ottenne dal re Carlo III di Borbone la carica di storiografo regio.. Tanto nuova era la sua dottrina che la cultura del tempo non poté apprezzarla: così che Vico rimase appartato e quasi del tutto sconosciuto negli ambienti intellettuali, dovendosi accontentare di una cattedra di secondaria importanza all'Università napoletana che lo manteneva inoltre in tali ristrettezze economiche che per pubblicare il suo capolavoro, la Scienza Nuova, dovette toglierne alcune parti in modo che risultasse meno costoso per la stampa.
Alle difficoltà economiche vissute per la pubblicazione dell'opera sua, che inficiarono la notorietà del Vico nel seno dell'Accademia partenopea, s'accompagna una prosa involuta, pertanto di difficile penetrazione. Prima della Scienza Nuova Vico aveva scritto la prolusione inaugurale De nostri temporis studiorum ratione (1708), il De antiquissima Italorum sapientia, ex linguae latinae originibus eruenda (1710) ("L'antichissima sapienza delle popolazioni italiche, da rintracciare nelle origini della lingua latina") a cui si devono aggiungere le due Risposte al "Giornale dei letterati di Venezia" (1711 e 1712) che aveva criticato il suo pensiero, il De uno universi iuris principio et fine uno (1720) e il De costantia iurisprudentis (1721). Nello stesso anno della pubblicazione della Scienza Nuova Vico, afflitto da difficoltà e disgrazie familiari, incominciò a scrivere la sua Autobiografia pubblicata a Venezia tra il 1728 e il 1729.
Nel 1725 vengono pubblicati i Principj di una Scienza Nuova intorno alla natura delle nazioni, più conosciuta con il titolo abbreviato di Scienza Nuova. Alla "Scienza Nuova" Vico lavorò per tutto il corso della sua vita, con un'edizione integralmente riscritta nel 1730 anche a seguito delle critiche ricevute (cui aveva risposto nelle Vici Vindiciae del 1729) e, infine, rivista completamente, senza grandi modifiche, per la terza edizione del 1744, pubblicata pochi mesi dopo la sua morte da suo figlio Gennaro che lo aveva sostituito nell'insegnamento accademico.

### La morte
Affetto probabilmente dalla malattia di Alzheimer, all'epoca non ancora descritta scientificamente, negli ultimi anni non riconosceva più i figli e fu costretto a letto. Solo in punto di morte riacquistò la coscienza come svegliandosi da un lungo sonno; chiese i conforti religiosi e recitando i salmi di Davide morì il 23 gennaio 1744. Per la celebrazione delle esequie nacque un contrasto tra i confratelli della congregazione di Santa Sofia, alla quale Vico era iscritto, e i professori dell'Università di Napoli su chi dovesse tenere i fiocchi della coltre mortuaria. Non giungendo a un accordo il feretro, che era stato calato nel cortile, fu abbandonato dai membri della Congregazione e fu riportato in casa. Da lì finalmente, accompagnato dai colleghi dell'Università, fu sepolto nella chiesa dei padri dell'oratorio detta dei Gerolamini in via dei Tribunali.

## Il pensiero

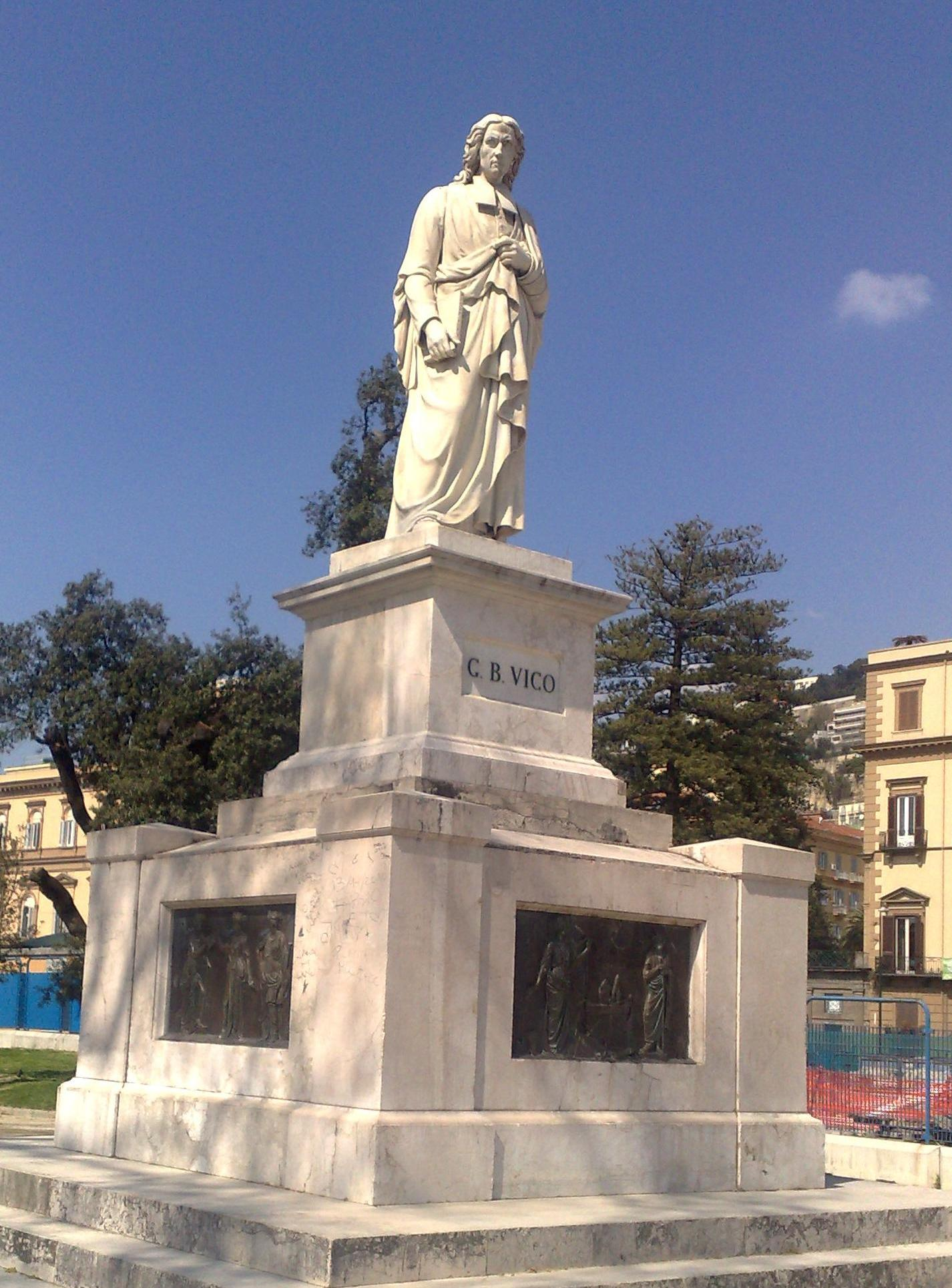
Statua di Giambattista Vico nella Villa Comunale di Napoli

Nell'ambiente culturale napoletano, molto interessato alle nuove dottrine filosofiche, Vico ebbe modo di entrare in rapporto con il pensiero di Cartesio, Hobbes, Gassendi, Malebranche e Leibniz anche se i suoi autori di riferimento risalivano piuttosto alle dottrine neoplatoniche, rielaborate dalla filosofia rinascimentale, aggiornate dalle moderne concezioni scientifiche di Francesco Bacone e Galileo Galilei e del pensiero giusnaturalistico moderno di Grozio e Selden. Dal neostoicismo cristiano di Malvezzi Vico riprende l'intuizione che il corso storico sia retto da una sua logica interna. Questa varietà di interessi farebbe pensare alla formazione di un pensiero eclettico in Vico, che invece giunse alla formulazione di un'originale sintesi tra una razionalità sperimentatrice e la tradizione platonica e religiosa.

### IlDe antiquissima Italorum sapientia

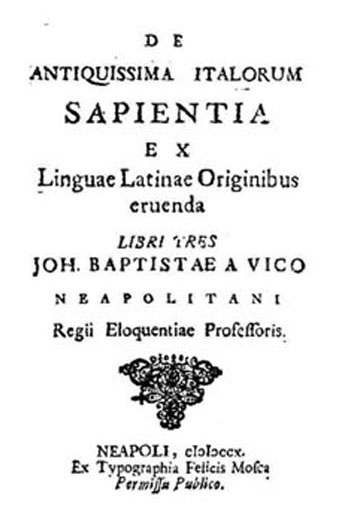
Frontespizio del De antiquissima Italorum sapientia

Il De antiquissima doveva constare di tre parti: il Liber metaphysicus, che uscì nel 1710 senza l'appendice riguardante la logica che, nell'intenzione di Vico, avrebbe dovuto avere; il Liber Physicus, che Vico pubblicò sotto forma di opuscolo col titolo De aequilibrio corporis animantis nel 1713, che andò smarrito, ma ampiamente riassunto nella Vita; e infine il Liber moralis, di cui Vico non abbozzò nemmeno il testo. Nel De antiquissima Vico, considerando il linguaggio come oggettivazione del pensiero, è convinto che dall'analisi etimologica di alcune parole latine si possano rintracciare originarie forme del pensiero: applicando questo originale metodo, Vico risale ad un antico sapere filosofico delle primitive popolazioni italiche.
Il fulcro di queste arcaiche concezioni filosofiche è la convinzione antichissima che
che cioè «il criterio e la regola del vero consiste nell'averlo fatto»: per cui possiamo dire ad esempio di conoscere le proposizioni matematiche perché siamo noi a farle tramite postulati, definizioni, ma non potremo mai dire di conoscere nello stesso modo la natura perché non siamo noi ad averla creata.
Conoscere una cosa significa rintracciarne i principi primi, le cause, poiché, secondo l'insegnamento aristotelico, veramente la scienza è «scire per causas» ma questi elementi primi li possiede realmente solo chi li produce: «provare per cause una cosa equivale a farla». 
Solo della storia dunque l'uomo può avere scienza, perché la storia è l'unico ambito in cui egli crea e pertanto può conoscere ciò che ha creato.

### Le obiezioni a Cartesio
Il principio del verum ipsum factum non era una nuova e originale scoperta di Vico ma era già presente nell'occasionalismo, nel metodo baconiano che richiedeva l'esperimento come verifica della verità, nel volontarismo scolastico che, tramite la tradizione scotista, era presente nella cultura filosofica napoletana del tempo di Vico. La tesi fondamentale di queste concezioni filosofiche è che la piena verità di una cosa sia accessibile solo a colui che tale cosa produce; il principio del verum-factum, proponendo la dimensione fattiva del vero, ridimensiona le pretese conoscitive del razionalismo cartesiano che Vico inoltre giudica insufficiente come metodo per la conoscenza della storia umana e delle scienze sociali, che non possono essere analizzate solo in astratto, perché esse hanno sempre un margine di imprevedibilità.
Vico però si serve di quel principio per avanzare in modo originale le sue obiezioni alla filosofia cartesiana trionfante in quel periodo. Il cogito cartesiano infatti potrà darmi certezza della mia esistenza ma questo non vuol dire conoscenza della natura del mio essere, coscienza non è conoscenza: avrò coscienza di me ma non conoscenza poiché non ho prodotto il mio essere ma l'ho solo riconosciuto.
(Giambattista Vico, De antiquissima Italorum sapientia in Opere filosofiche a cura di Paolo Cristofolini, Firenze, Sansoni 1971, p.70)
Il criterio del metodo cartesiano dell'evidenza procurerà dunque una conoscenza chiara e distinta, che però per Vico non è scienza se non è capace di produrre ciò che conosce. In questa prospettiva, dell'essere umano e della natura colti nella loro interezza e nelle loro relazioni solo Dio, creatore di entrambi, possiede la verità (livello di conoscenza maggiore: inter - legere).
Mentre quindi la mente umana procedendo astrattamente nelle sue costruzioni, come accade per la matematica e la geometria, crea una realtà che le appartiene, essendo il risultato del suo operare, giungendo così a una verità sicura, la stessa mente non arriva alle stesse certezze per quelle scienze di cui non può costruire l'oggetto come accade per la meccanica, meno certa della matematica, la fisica meno certa della meccanica, la morale meno certa della fisica.
(Ibidem, pag. 82)

### Mente umana e mente divina
(Giambattista Vico, De antiquissima, 6)
Il valore di verità che l'uomo ricava dalle scienze e dalle arti, i cui oggetti egli costruisce, è garantito dal fatto che la mente umana, pur nella sua inferiorità, esplica un'attività che appartiene in primo luogo a Dio. La mente dell'uomo è anch'essa creatrice nell'atto in cui imita la mente, le idee, di Dio, partecipando metafisicamente a esse.

### L'ingegno
Imitazione e partecipazione alla mente divina avvengono per opera di quella facoltà che Vico chiama ingegno che è «la facoltà propria del conoscere... per cui l'uomo è capace di contemplare e di imitare le cose». L'ingegno è lo strumento principe, e non l'applicazione delle regole del metodo cartesiano, per il progresso, ad esempio, della fisica che si sviluppa proprio attraverso gli esperimenti escogitati dall'ingegno secondo il criterio del vero e del fatto.
L'ingegno dimostra, inoltre, i limiti del conoscere umano e la contemporanea presenza della verità divina che si rivela proprio attraverso l'errore:
(Giambattista Vico, De antiquissima, 6)

### Il sapere metafisico
Contro lo scetticismo Vico sostiene che è proprio tramite l'errore che l'uomo giunge al sapere metafisico:
(Giambattista Vico, De antiquissima, 3)
Il sapere metafisico non è il sapere in assoluto: esso è superato dalla matematica e dalle scienze ma, d'altro canto, «la metafisica è la fonte di ogni verità, che da lei discende in tutte le altre scienze.» Vi è dunque un "primo vero", «comprensione di tutte le cause», originaria spiegazione causale di tutti gli effetti; esso è infinito e di natura spirituale poiché è antecedente a tutti i corpi e che quindi si identifica con Dio. In Lui sono presenti le forme, simili alle idee platoniche, modelli della creazione divina.
(Giambattista Vico, De antiquissima Italorum sapientia in Opere filosofiche a cura di P. Cristofolini, Firenze, Sansoni 1971, p. 62)

#### Il platonismo di Vico
Attraverso i propri scritti Vico fa capire la sua conversione dalla filosofia lucreziana e gassendiana a quella platonica, egli descrive la metafisica del filosofo di riferimento come tale che:
(Nicola Badaloni, Introduzione a Gianbattista Vico, Opere Filosofiche, a cura di P. Cristofolini, Firenze 1971, p. 11)
Egli illustra nell'Autobiografia i suoi capisaldi: 
2) del rimanente sentiamo in noi una libertà di fare, intendendo, tutte le cose che han dipendenza dal corpo, e perciò le facciamo in tempo, cioè quando vogliamo applicarvi, e tutte in conoscendo le facciamo, e tutte le conteniamo dentro di noi: come le immagini con la fantasia; le reminescenze con la memoria; con l’appetito le passioni; gli odori, i sapori, i colori, i suoni, i tatti co’ sensi: e tutte queste cose le conteniamo dentro di noi. […] Ma per le verità eterne che non sono da noi e non hanno dipendenza dal corpo nostro, dobbiamo intendere essere Principio delle cose tutte come una idea eterna tutta scevera da corpo, che nella sua cognizione, ove voglia, crea tutte le cose in tempo e le contiene dentro sé...»
La coerenza della filosofia 'timaica' di Vico può essere analizzata anche da questi due punti, infatti, nel primo caso, questa si riferisce a un principio materiale, immateriale, ideale, eterno e attivo; nel secondo caso si riferisce al principio di materia che è prodotta da ὗλη (materia) e conserva la propria capacità di muoversi a causa di questa origine.

#### La religione secondo Vico
Anche per Vico le religioni non sono vere, ma in esse non è nemmeno possibile che tutto sia falso. Infatti, avrebbe senso se tutte le loro parti fossero sbagliate, in quanto provocherebbero paura e odio, ma non possono spiegare come abbiano saputo restituire la loro "tenerezza" secondo il metodo della separazione. Tuttavia, per il filosofo Herbert Spencer (liberale), la religione assume così la "rutunda Dei religio" nella sua forma puramente circolare, che ritroveremo nel De Uno e in quella ricomparsa nella teoria del ciclo storico di Vico; ci sono molti punti in comune tra le filosofie di Herbert e quella di Vico, anche se la causa finale è in Vico determinata come 'conservazione', dunque non sbaglieremmo a leggere la filosofia vichiana e la filosofia di Herbert contemporaneamente ponendo punti di connessione e paragone tra le due. Un altro punto di contatto di Herbert con un capitolo del De Antiquissima di Vico parte dal concetto di provvidenza e sostiene l'inconciliabilità di questa con le divinità dei 'gentili' e va quindi alla ricerca di alcuni elementi che possano accordare le due cose (media sufficientia), perché, per lui, il Dio è buono e la maggior parte degli uomini deve potersi salvare, egli trova tale conciliazione nella capacità inventiva della mente umana che l'ha indotta nella 'divinatio' o alla 'deificatio', cioè a forme di sublimazione che esprimono l'idea della bellezza del mondo, anche se l'errore ci può far vedere rotonda la torre quadrata.

#### Il conato
Si giunge dunque a uno dei punti cardine della metafisica vichiana: il conato, si tratta del nocciolo di ciò che Vico chiama zenonismo, ossia la dottrina dei punti metafisici, riassumibile nella tesi che il punto in quanto momentum "non è esteso, ma genera l'estensione".
Il punto-momento è il conatus che si allarga al di là della geometria e comprende la fisica cosicché la triade dominante è: quiete=Dio; conato=materia=virtù=idea; moto=corpo. Il moto non ha mai inizio autonomo, perché è sottoposto al controllo dell'etere. Il conato, espressione fisica del punto-momento, come non è punto né numero, ma il generatore di entrambi. È come se le ricerche di Galilei sulla dinamica e sul continuo fossero state trasferite nella metafisica, e alla fisica fossero stati lasciati solo i moti, una tesi che merita di essere riscontrata nei testi.
Vico dà ai punti-conati (sia nella prima forma numerica sia in quella più vicina alla fisica) una capacità 'impulsiva' simile a questi indivisibili. Egli dice che:
(Vico, "Opere Filosofiche, pp. 93-94")
Poi Vico aggiunge:
(Nicola Badaloni, Introduzione a Gianbattista Vico, p. 94)
Da un punto di vista matematico il conato può essere paragonato all'Uno, esso è indivisibile perché uno è l'infinito, e l'infinito è indivisibile, perché non ha in che dividersi, non potendo dividerlo in nulla.
Possiamo raccontare Vico come un seguace di Galilei; tuttavia, lo critica per aver sostenuto la diversità tra infinito e indivisibile. Quando Galilei parla dell'infinitezza, per esempio, della percossa, ovvero di quella espansiva degli ignicoli, egli, per Vico, non fa che trasferire erroneamente il conato infinito nel moto al fine di dare a quest'ultimo (che non è che occasione) un rilievo maggiore. L'accumulo di moto, che Galilei vede risultare dall'infinitezza della percossa, secondo Vico, che dà una interpretazione più rigida dell'equazione conato=momento=punto indivisibile, è un tipo di energia potenziale che il conato sviluppa in ogni sito e attimo dell'universo e che, dal punto di vista metafisico, non varia mai, giacché il conato non è a base della dinamica ma della struttura dell'universo. La questione del rapporto tra sentire e pensare è ripresa nei capitoli V e VI del De Antiquissima. In quello intitolato De animo et anima, Vico sostiene che:
(Nicola Badaloni, "Introduzione a Gianbattista Vico, p. 104")
Dunque l'aria è lo spirito vitale che muove il sangue; l'etere è lo spirito animale; la prima costituisce l'anima, il secondo l'animo, la cui immortalità è spiegata col suo tendere all'infinito e all'eterno. Entro l'animo è la mente che è mens animi, cioè la parte più raffinata dell'animo stesso. Passando dalla teoria dell'anima a quella dell'animo e di qui al primo cenno di quella della mente, Vico commenta, in modo platonico-spinoziano, che "forse importa più deporre gli affetti che allontanare i pregiudizi". 
Il capitolo VI è intitolato De Mente; il suo oggetto è appunto la animi mens che corrisponde alla libertà sui moti dell'animo. La facoltà di desiderare in vari termini e modi "è Dio a ciascuno" ma la libertà dell'arbitrio, cioè la mens animi rappresenta il momento di fuoriuscita dall'ambito della psicologia e d'ammissione in quello di una libertà umanamente inventiva. La mens animi è il punto di maggiore avvicinamento al creare reale, talché "in Dio dunque conosco la mia stessa mente".

#### La metafisica vichiana a confronto
In letture recenti si è ripresentata l'antica analogia tra Kant e Vico (a parte le diverse capacità analitiche dei due filosofi), la reale divergenza tra loro sta nel fatto che l'oggetto del primo è il sistema scientifico, già costruito da Newton, e da Kant posto in relazione colle possibilità e coi limiti delle facoltà umane; l'interesse di Vico è invece rivolto a un 'oggetto' del tutto nuovo che è il rapporto strutturato tra la scienza e la sua genesi, nella mente dell'uomo primitivo e le situazioni e istituzioni sociali che hanno accompagnato le sue modificazioni.
Vico è a conoscenza della discussione sul platonismo precedente e seguente il suo saggio sulla metafisica, conobbe sicuramente il libro di Brucker e a cui anzi rivolse una critica importante. Scrive infatti nella Scienza Nuova (1744) che:
Con questa osservazione, Vico integra l'esposizione del platonismo moderno con un progetto d'interpretazione della genesi di questo modo di pensare e del suo svolgimento. I sottoinsiemi scientifici, che egli si appresta a costruire, sono condizionati da questo punto di arrivo, che nella sua 'idealità' è metastorico, in senso quasi trascendentale, e, nel suo contenuto, difficilmente nasconde il carattere 'semilibertino' della struttura sistematica sottesa. La critica di Vico a Brucker ci mette dunque in condizione di valutare il significato che egli attribuisce alla scienza nuova. L''oggetto' costituito dalle idee platonico-galileiane è nato, riferendosi al mondo tuttora in divenire, è la trasformazione strutturata di un complesso di tradizioni, istituzioni e conoscenze umane che si sostengono reciprocamente e si modificano conflittualmente. Il punto di attacco delle scienze della natura di tipo galileiano (integrato nella filosofia del platonismo moderno) con la scienza dell'uomo, è dato dal costituirsi di un diverso 'oggetto' a esse legato, che ha però la sua autonomia, le sue regole, costituendo un sottosistema aperto all'invenzione di nuovi strumenti interpretativi.
La scienza vichiana si organizza in modo da delimitare un campo di ricerche concrete. La critica a Brucker ha già dato un'idea del modo come Vico, partendo dalla scienza moderna e violentemente ributtandola sui suoi principi ne ricerchi gli elementi genetici e formativi per recuperarne, poi, gli aspetti complessi.

#### LaScienza nuova

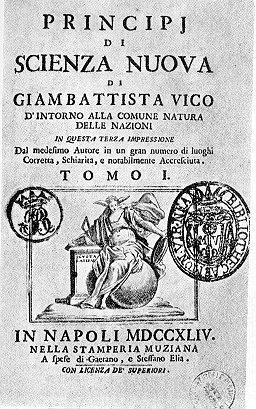
Frontespizio della terza edizione 1744 della Scienza nuova

Se l'uomo non può considerarsi creatore della realtà naturale ma piuttosto di tutte quelle astrazioni che rimandano a essa come la matematica, la stessa metafisica, vi è tuttavia un'attività creatrice che gli appartiene.
(Giambattista Vico Scienza nuova, terza ediz., libro I, sez. 3)

### La storia creatrice
L'uomo è dunque il creatore, attraverso la storia, della civiltà umana. Nella storia l'uomo verifica il principio del verum ipsum factum, creando così una scienza nuova che avrà un valore di verità come la matematica. Una scienza che ha per oggetto una realtà creata dall'uomo e quindi più vera e, rispetto alle astrazioni matematiche, concreta. La storia rappresenta la scienza delle cose fatte dall'uomo e, allo stesso tempo, la storia della stessa mente umana che ha fatto quelle cose.

### Filosofia e "filologia"
La definizione dell'uomo e della sua mente non può prescindere dal suo sviluppo storico se non si vuole ridurre tutto a un'astrazione. La concreta realtà dell'uomo è comprensibile solo riportandola al suo divenire storico. È assurdo credere, come fanno i cartesiani o i neoplatonici, che la ragione dell'uomo sia una realtà assoluta, sciolta da ogni condizionamento storico.
(Giambattista Vico Ibidem Degnità X)
Ma la filologia da sola non basta, si ridurrebbe a una semplice raccolta di fatti che invece vanno spiegati dalla filosofia. Tra filologia e filosofia vi deve essere un rapporto di complementarità per cui si possa accertare il vero e inverare il certo.

### Le leggi della 'scienza nuova'
Compito della 'scienza nuova' sarà quello di indagare la storia alla ricerca di quei principi costanti che, secondo una concezione per certi versi platonizzante, fanno presupporre nell'azione storica l'esistenza di leggi che ne siano a fondamento, com'è per tutte le altre scienze:
(Giambattista Vico Ibidem, libro I, sez. 3)
La storia quindi, come tutte le scienze, presenta delle leggi, dei principi universali, di un valore ideale di tipo platonico, che si ripetono costantemente allo stesso modo e che costituiscono il punto di riferimento per la nascita e il mantenimento delle nazioni.

### L'eterogenesi dei fini e la Provvidenza storica
Rifarsi alla mente umana per comprendere la storia non è sufficiente: si vedrà, attraverso il corso degli avvenimenti storici, che la stessa mente dell'uomo è guidata da un principio superiore a essa che la regola e la indirizza ai suoi fini, che vanno al di là o contrastano con quelli che gli uomini si propongono di conseguire; così accade che, mentre l'umanità si dirige al perseguimento di intenti utilitaristici e individuali, si realizzino invece obiettivi di progresso e di giustizia secondo il principio della eterogenesi dei fini.
(Giambattista Vico Ibidem, Conclusione)
La storia umana in quanto opera creatrice dell'uomo gli appartiene per la conoscenza e per la guida degli eventi storici, ma nel medesimo tempo lo stesso uomo è guidato dalla Provvidenza che prepone alla storia divina.

### I corsi storici
Secondo Vico il metodo storico dovrà procedere attraverso l'analisi delle lingue dei popoli antichi «poiché i parlari volgari debono essere i testimoni più gravi degli antichi costumi de' popoli che si celebrarono nel tempo ch'essi si formarono le lingue», e quindi tramite lo studio del diritto, che è alla base dello sviluppo storico delle nazioni civili.
Questo metodo ha fatto identificare nella storia una legge fondamentale del suo sviluppo che avviene evolvendosi in tre età:
- l'età degli dei, «nella quale gli uomini gentili credettero vivere sotto divini governi, e ogni cosa esser loro comandata con gli auspici e gli oracoli»;[48]
- l'età degli eroi, dove si costituiscono repubbliche aristocratiche;
- l'età degli uomini, «nella quale tutti si riconobbero esser uguali in natura umana».[49]

#### Ibestioni
La storia umana, secondo Vico, inizia con il diluvio universale, quando gli uomini, giganti simili a primitivi "bestioni", vivevano vagando nelle foreste in uno stato di completa anarchia. Questa condizione bestiale era conseguenza del peccato originale, attenuata dall'intervento benevolo della Provvidenza divina che immise, attraverso la paura dei fulmini, il timore degli dei nelle genti che «scosse e destate da un terribile spavento d'una da essi stessi finta e creduta divinità del cielo e di Giove, finalmente se ne ristarono alquanti e si nascosero in certi luoghi; ove fermi con certe donne, per lo timore dell'appresa divinità, al coverto, con congiungimenti carnali religiosi e pudichi, celebrarono i matrimoni e fecero certi figlioli, e così fondarono le famiglie. E con lo star quivi fermi lunga stagione e con le sepolture degli antenati, si ritrovarono aver ivi fondati e divisi i primi domini della terra».

#### La civiltà
L'uscita dallo stato di ferinità quindi avviene:
- per la nascita della religione, nata dalla paura e sulla base della quale vengono elaborate le prime leggi del vivere ordinato;
- per l'istituzione delle nozze che danno stabilità al vivere umano con la formazione della famiglia;
- per l'uso della sepoltura dei morti, segno della fede nell'immortalità dell'anima che distingue l'uomo dalle bestie.

Della prima età Vico sostiene di non poter scrivere molto poiché mancano documenti su cui basarsi: infatti quei bestioni non conoscevano la scrittura e, poiché erano muti, si esprimevano a segni o con suoni disarticolati. L'età degli eroi ebbe inizio dall'accomunarsi di genti che trovavano così reciproco aiuto e sostegno per la sopravvivenza. Sorsero le città guidate dalle prime organizzazioni politiche dei signori, gli eroi che con la forza e in nome della ragion di Stato, conosciuta solo da loro, comandavano sui servi che, quando rivendicarono i propri diritti, si ritrovarono contro i signori che, organizzati in ordini nobiliari, diedero vita agli stati aristocratici che caratterizzano il secondo periodo della storia umana.
In questa seconda, dove predomina la fantasia, nasce il linguaggio dai caratteri mitici e poetici. Infine la conquista dei diritti civili da parte dei servi dà luogo alla età degli uomini e alla formazione di stati popolari basati sul «diritto umano dettato dalla ragione umana tutta spiegata». Sorgono quindi stati non necessariamente democratici ma che possono essere pure monarchici poiché l'essenziale è che rispettino «la ragione naturale, che eguaglia tutti».
La legge delle tre età costituisce la «storia ideale eterna sopra la quale corrono in tempo le storie di tutte le nazioni». Tutti i popoli indipendentemente l'uno dall'altro hanno conformato il loro corso storico a questa legge che non è solo delle genti ma anche di ogni singolo uomo che necessariamente si sviluppa passando dal primitivo senso nell'infanzia, alla fantasia nella fanciullezza, e infine alla ragione nell'età adulta:
(Giambattista Vico Scienza Nuova, 3a ediz. Degnità LIII)

### La verità divina nella storia
Se nella storia, pur tra le violenze e i disordini, appare un ordine e un progressivo sviluppo, ciò è dovuto secondo Vico all'azione della Provvidenza, che immette nell'agire dell'uomo un principio di verità che si presenta in modo diverso nelle tre età:
- nelle prime due età il vero si presenta come certo

(Giambattista Vico, Scienza Nuova, Degnità IX)
Questa certezza non viene all'uomo attraverso una verità rivelata ma da una constatazione di senso comune, condivisa da tutti, per cui vi è «un giudizio senz'alcuna riflessione, comunemente sentito da tutto un ordine, da tutto un popolo, da tutta una nazione o da tutto il genere umano.»

### La sapienza poetica
Vi è poi, nella seconda età della storia e dell'uomo, caratterizzata dalla fantasia, un sapere tutto particolare che Vico definisce poetico. In questa età nasce infatti il linguaggio non ancora razionale ma molto vicino alla poesia che «alle cose insensate dà senso e passione, ed è proprietà dei fanciulli di prender cose inanimate tra le mani e, trastullandosi, favellarvi, come se fussero, quelle, persone vive. Questa degnità filologica-filosofica ne appruova che gli uomini del mondo fanciullo, per natura, furono sublimi poeti.»
Se vogliamo quindi conoscere la storia dei popoli antichi dobbiamo rifarci ai miti che hanno espresso nella loro cultura. Il mito infatti non è solo una favola e neppure una verità presentata sotto le spoglie della fantasia ma è una verità di per sé elaborata dagli antichi che, incapaci di esprimersi razionalmente, si servivano di universali fantastici che, sotto spoglie poetiche, presentavano modelli ideali universali: come fecero ad esempio i Greci antichi che non definirono razionalmente la prudenza ma raccontarono di Ulisse, modello universale fantastico dell'uomo prudente.

#### La poesia
Vico si dedica poi a definire la poesia che innanzitutto
- è autonoma come forma espressiva differente dal linguaggio tradizionale. I tropi della poesia come la metafora, la metonimia, la sineddoche, ecc. sono stati erroneamente ritenuti strumenti estetici di abbellimento del linguaggio razionale di base, mentre invece la poesia è una forma espressiva naturale e originaria i cui tropi sono «necessari modi di spiegarsi di tutte le prime nazioni poetiche»;
- La poesia ha una funzione rivelativa, custodisce le prime immaginate verità dei primi uomini;[53]
- Il linguaggio non ha quindi un'origine convenzionale perché questo presupporrebbe un uso tecnico del linguaggio che invece sorge spontaneamente come poesia.

Poiché il linguaggio e i miti costituiscono la cultura originaria e spontanea di tutto un popolo, Vico arriva alla discoverta del vero Omero che è non il singolo autore dei suoi poemi ma l'espressione del patrimonio culturale comune di tutto il popolo greco. È comunque da respingere la interpretazione platonica di Omero come filosofo, «fornito di una sublime sapienza riposta».
(Giambattista Vico, Scienza Nuova)

### Verità e storia
La sapienza antica ha per contenuto princìpi di giustizia e ordine necessari per la formazione di popoli civili. Questi contenuti si esprimono in modi diversi a seconda che siano formati dal senso o dalla fantasia o dalla ragione. Questo vuol dire che la sapienza, la verità, si manifesta in forme diverse storicamente, ma essa come verità eterna è al di sopra della storia che di volta in volta la incarna. La verità della storia è una verità metafisica nella storia. Nella storia si attua la mediazione tra l'agire umano e quello divino:
- nel fare umano si manifesta il vero divino;
- e il vero umano si realizza tramite il fare divino: la Provvidenza, legge trascendente della storia, che opera attraverso e nonostante il libero arbitrio dell'uomo.

Questo non comporta una concezione necessitata del corso della storia poiché è vero che la Provvidenza si serve degli strumenti umani, anche i più rozzi e primitivi, per produrre un ordine ma tuttavia questo rimane nelle mani dell'uomo, affidato alla sua libertà. La storia quindi non è determinata come sostengono gli stoici e gli epicurei che «niegano la provvedenza, quelli facendosi strascinare dal fato, questi abbandonandosi al caso», ma si sviluppa tenendo conto della libera volontà degli uomini che, come dimostrano i ricorsi, possono anche farla regredire:
(Giambattista Vico, Scienza Nuova, Degnità LXVI)
A questa dissoluzione delle nazioni pone rimedio l'intervento della Provvidenza che talora non può impedire la regressione nella barbarie, da cui si genererà un nuovo corso storico che ripercorrerà, a un livello superiore, poiché dell'epoca passata è rimasta una sia pur minima eredità, la strada precedente.

### La filosofia
Paradossalmente la criticità del progresso storico appare proprio con l'età della ragione, quando cioè questa invece dovrebbe assicurare e mantenere l'ordine civile. Accade infatti che la tutela della Provvidenza che si è imposta agli uomini nei precedenti due stadi, ora invece deve ricercare il consenso della «ragione tutta spiegata» che si sostituisce alla religione: Così "ordenando la provvedenza": che non avendosi appresso a fare più per sensi di religione (come si erano fatte innanzi) le azioni virtuose, facesse la filosofia le virtù nella lor idea». La ragione infatti, pur con la filosofia, custode della legge ideale del vivere civile, con il suo libero giudizio, può tuttavia incorrere nell'errore o nello scetticismo per cui «si diedero gli stolti dotti a calunniare la verità».
La ragione non crea la verità, poiché non può fare a meno dal senso e dalla fantasia senza le quali appare astratta e vuota. Il fine della storia infatti non è affidato alla sola ragione ma alla sintesi armonica di senso, fantasia e razionalità. La ragione poi è ispirata dalla verità divina per cui la storia è sì opera dell'uomo, ma la mente umana da sola non basta poiché occorre la Provvidenza che indichi la verità. La filosofia è succeduta alla religione ma non l'ha sostituita anzi essa deve custodirla:
(Giambattista Vico Scienza Nuova, Conclusione)

### Teorizzazione sul riso
La concezione di Vico sul riso è riportata in Ridere la verità di Rosella Prezzo che scrive: «La teorizzazione vichiana sul riso, rimasta per lo più sconosciuta, si trova celata in una digressione di un opuscolo polemico dal titolo Vici vindicae», dove il filosofo napoletano scrive che «il riso proviene dall'inganno teso all'ingegno umano, avido del vero: ragion per cui scoppia tanto più abbondante quanto maggiore è la simulazione di questo». Già Niccolò Tommaseo parlando della grandezza del Vico lo presentava come non invaghito per nulla dalla novità «che nuove (dic'egli) son anco le cose ridicole e mostruose» né cercando l'arguzia «siccome col riso le arguzie sterili, sono con la malinconia i concetti possenti». Francesco Flora riporta il racconto che Vico fa dell'origine dell'interiezione: «Seguitarono a formarsi le voci umane con l'interiezioni, che sono voci articolate nell'émpito di passioni violente, che 'n tutte le lingue son monosillabi», causate dalla meraviglia alla vista dei primi fulmini, ad esempio, da cui l'immaginazione di Giove. Il riso intravede la «goffaggine di tali giganti» e vi si inserisce.

## Il giudizio della filosofia posteriore
(Francesco De Sanctis, Storia della letteratura italiana [1870], Morano, Napoli 1890, p. 314.)
Fintanto che Vico fu in vita, la portata e la ricezione critica del suo pensiero furono circoscritte quasi unicamente agli ambienti intellettuali di Napoli, trovando poi un più vasto seguito a quasi due secoli dalla sua morte, quando fu riscoperto dai filosofi romantici, e poi tra la seconda metà dell'Ottocento e il Novecento. 

### La riscoperta di Vico nel Romanticismo
In particolare la concezione storicistica di Vico, che vedeva la storia umana fatta di continui «corsi e ricorsi», cioè di avanzamenti e involuzioni, venne contrapposta alla concezione illuminista di un progresso lineare illimitato, ed accostata invece a quella romantica secondo cui il tempo segue un percorso tortuoso ciclico o a spirale. 
Benedetto Croce dirà che «una ricchissima ed organica anticipazione del pensiero romantico si era avuta nella Scienza nuova del Vico, il quale criticò l'illuminismo solo ai suoi inizi, e nondimeno penetrò meglio che altri dipoi nei suoi riposti motivi e meglio ne misurò le conseguenze logiche e pratiche».
Hegel fu tra coloro che maggiormente intesero rifarsi a Vico, insieme con Herder che aveva sostenuto l'influsso dello spirito del tempo, oltre che dei popoli, sui singoli individui, sebbene vi siamo maggiori somiglianze con l'idealismo tedesco di Fichte e Schelling, e soprattutto con certe cosmologie circolari dell'Oriente.

### Altre eredità culturali
Affermatasi la fama del pensiero vichiano, esso fu conteso dalle più disparate correnti filosofiche: dal pensiero cristiano (nonostante l'iniziale rifiuto), dagli idealisti (dai quali fu appunto considerato precursore dello storicismo hegeliano), dai positivisti e persino da diversi marxisti. Come fa notare il Fassò «Vico è ben più di un semplice filosofo [...] tanto che in certi momenti della sua travagliatissima fama fu apprezzato prevalentemente per la sua filosofia del diritto, così come in altri momenti fu celebrato precursore della sociologia, della psicologia dei popoli, o come campione fra i maggiori della filosofia della storia, mentre veniva ignorata la sua pur genialissima metafisica, che è ad un tempo il punto d'arrivo e il presupposto logico di tutte le ricerche da lui condotte nei più vari campi dell'operare umano».
Il pensiero vichiano, le cui prime fonti s'ispirano alla tradizione filosofica del Seicento che permeava l'ambiente partenopeo, rappresenta un ponte fra la cultura secentesca e quella settecentesca. Nonostante il Vico non sia caratterizzato da audacia innovatrice illuminista, il suo pensiero raggiunse – come nota Abbagnano – «alcuni risultati fondamentali» che lo connettono a pieno titolo al Settecento. Tuttavia non può tacersi il carattere conservatore della filosofia politico-religiosa del Vico, generato dal turbamento di chi, «assistendo alla fine di un mondo famigliare, non sa scoprire i segni del sorgere di un nuovo». Ciò è dimostrato dalla giustapposizione del certo (ossia il peso dell'autorità della tradizione) al vero (ossia lo sforzo innovatore della ragione) che è il segno di una ricerca di equilibrio estranea al pensiero illuministico. A tali conclusioni il pensiero vichiano fu condotto dalla limitatezza della sua gnoseologia e dalla polemica contro il cartesianesimo, il quale professava, al contrario, l'eliminazione di ogni limite gnoseologico.

## Opere
- Sei Orazioni Inaugurali (1699-1707)
- De nostri temporis studiorum ratione (1709) Orazione Inaugurale del 1708
- De antiquissima Italorum sapientia ex linguae latinae originibus eruenda (1710):
  - Proemium (1710)
  - Liber metaphysicus (1710)
- Risposte al giornale dei letterati
  - Prima risposta (1711)
  - Seconda risposta (1712)
- Institutiones oratoriae (1711-1738)
- De universis Juris (1720-1721)
  - De universis juris uno principio et fine uno liber unus - include «De opera proloquium» (1720)
  - De constantia jurisprudentis liber alter (1721)
  - Notae in duos libros, alterum «De uno universi juris principio et fine uno», alterum «De constantia jurisprudentis» (1722)
- Scienza nuova prima (1725)
- Vici Vindiciae (1729)
- Vita di Giambattista Vico scritta da se medesimo, (l'«Autobiografia» (1725-1728; «Supplemento» 1731)
- Scienza nuova seconda (1730)
- De mente heroica (1732)
- Scienza nuova terza (1744)

## Edizioni
- Giambattista Vico, Scienza nuova, Scrittori d'Italia 135, Bari, Laterza, 1931. URL consultato il 16 aprile 2015.
- Giambattista Vico, Scienza nuova seconda. 1, Scrittori d'Italia 112, Bari, Laterza, 1942. URL consultato il 16 aprile 2015.
- Giambattista Vico, Scienza nuova seconda. 2, Scrittori d'Italia 113, Bari, Laterza, 1942. URL consultato il 16 aprile 2015.

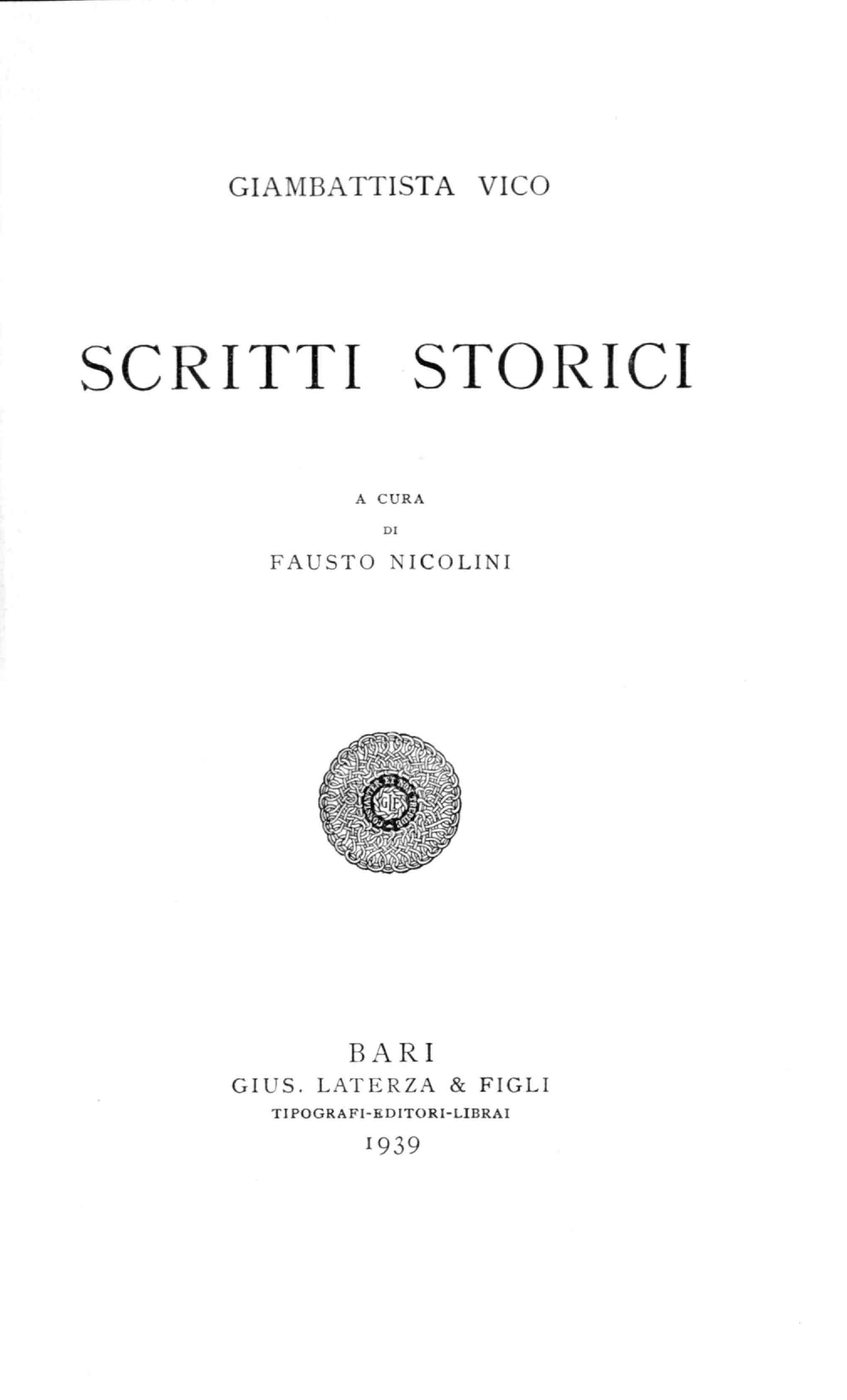
Scritti storici, 1939

- Giambattista Vico, Opere a cura di Fausto Nicolini, Laterza, Bari 1914-40 in otto volumi:
  - I, 1914, Orazioni inaugurali, De studiorum rationum, De antiquissima Italorum sapientia, Risposte al giornale dei letterati;
  - II, 1936, Diritto universale;
  - III, 1931, Scienza nuova I;
  - IV, 1928, Scienza nuova II;
  - V, 1929, Autobiografia, Carteggio, Poesie varie;
  - VI, 1939, Scritti storici;
  - VII, 1940, Scritti vari e pagine disperse;
  - VIII, 1941, Poesie, Institutiones oratoriae.
- Giambattista Vico, Opere filosofiche a cura di Paolo Cristofolini, Firenze, Sansoni, 1971.
- Giambattista Vico, Opere giuridiche a cura di Paolo Cristofolini, Firenze, Sansoni, 1974.
- Giambattista Vico, Institutiones oratoriae, testo critico, versione e commento a cura di Giuliano Crifò, Napoli, Istituto Suor Orsola Benincasa, 1989.
- Nicola Badaloni, Introduzione a Gianbattista Vico, Bari, Laterza, 1999.
- Giambattista Vico, La scienza nuova - Le tre edizioni del 1725, 1730, 1744, a cura di Manuela Sanna e Vincenzo Vitiello, Milano, Bompiani, 2012, ISBN 978-88-452-7155-7.
- Leonardo Amoroso, Introduzione alla Scienza nuova di Vico, Pisa, ETS, 2013, ISBN 978-884673126-5.
- Benedetto Croce, La filosofia di Giambattista Vico, Bari, Laterza, 1965.